# Jack Hunter
Jack Hunter es un personaje ficticio de la serie de televisión australiana Home and Away, interpretado por el actor Ian Lind en el 2003. 

## Biografía
Jack nació en 1949 y murió en el 2002, es el padre de Scott, Kit, Robbie, Henry y Matilda Hunter.
A pesar de que ya había muerto cuando su familia se mudó a Summer Bay. Se supo acerca de él por su viuda e hijos durante los primeros años.
Cuando su hijo más grande, Scott llegó a la bahía, le dijo a Alf que su padre había muerto; Scott había estado fuera del país por un día después de tener una discusión con su padre, cuando regresó creyó ver a su padre esperándolo y saludándolo desde lejos, lamentablemente cuando llegó vio que su padre había muerto de un ataque al corazón, un par de horas antes.
Su segunda hija, Kit comenzó a beber, porque se sentía responsable de la muerte de su padre, ya que pensó que él estaba bromeando y lo dejó ahí. 
Su hijo mediano, Robbie le contó a Tasha que la razón por la que se había ido a un internado era porque su padre lo había tratado mal.
En el 2004, Val Squires llegó a Summer Bay y Scott la reconoció como la mujer con la que su padre había engañado a Beth años atrás. La única vez que se vio una foto de Jack Hunter fue cuando Beth redecoró la granja pensando en venderla; también vio el fantasma de la figura de un caballo. 